# Gaëtan Voisard
Gaëtan Voisard (* 13. April 1973 in Porrentruy) ist ein ehemaliger Schweizer Eishockeyspieler, der während seiner aktiven Laufbahn für den HC Ajoie, SC Bern, HC Lugano, EV Zug, EHC Basel, die Rapperswil-Jona Lakers und Fribourg-Gottéron in der Nationalliga A spielte und zwei Mal die Schweizer Meisterschaft gewann.

## Karriere
Der auf der Position des Verteidigers agierende Gaëtan Voisard spielte in seiner Jugend für den HC Ajoie, für den er im Verlauf der Saison 1989/90 in der Nationalliga A debütierte. In seiner Premierensaison stieg er jedoch mit den Jurassiern in die Nationalliga B ab. Dort etablierte er sich rasch als Stammkraft und erreichte 1992 mit der Mannschaft den Wiederaufstieg. Nach seiner ersten vollständigen NLA-Saison 1992/93, in der Voisard mit dem HC Ajoie erneut abstieg, verliess der links schiessende Verteidiger den Club und wechselte in die Hauptstadt zum SC Bern. Mit dem Stadtberner Verein erzielte der aus Porrentruy im Jura stammende Akteur in der Saison 1996/97 seinen bis dato grössten Erfolg, als er mit den Mutzen die Schweizer Meisterschaft gewann. Er absolvierte noch eine weitere Saison im Trikot der Berner, in der die Titelverteidigung nicht gelang.
Anschliessend unterschrieb Voisard beim HC Lugano, für den er in der Folge vier Jahre auflief und mit diesem im Spieljahr 1998/99 seine zweite Meisterschaft errang. Temporär agierte er ebenfalls beim NLB-Club Genève-Servette HC, mit dem der Verteidiger 2002 den Wiederaufstieg in die höchste Spielklasse bewerkstelligte. Es folgten weitere Engagements in der höchsten Ligastufe beim EV Zug, EHC Basel und den Rapperswil-Jona Lakers, ehe Voisard seine Laufbahn im Verlauf der Saison 2009/10 bei Fribourg-Gottéron und seinem Jugendverein HC Ajoie ausklingen liess.

### International
Für die Schweiz absolvierte Voisard insgesamt 37 Länderspiele und vertrat sein Heimatland sowohl auf Junioren- als auf Seniorenebene bei mehreren Weltmeisterschaften, unter anderem auch bei den Weltmeisterschaften 1996 und 1997.

## Erfolge und Auszeichnungen
- 1997 Schweizer Meister mit dem SC Bern
- 1999 Schweizer Meister mit dem HC Lugano